# جوایز موسیقی ام‌تی‌وی اروپا ۲۰۱۳
ام‌تی‌وی ای‌ام‌ایز ۲۰۱۳ (همچنین به عنوان جوایز موسیقی ام‌تی‌وی اروپا نیز شناخته می‌شود) در ۱۰ نوامبر ۲۰۱۳ در Ziggo Dome، آمستردام، هلند برگزار شد. این دومین بار بود که جوایز در هلند برگزار می‌شد، آخرین بار در سال ۱۹۹۷ بود.
چندین نمایش از نمایش اصلی در مکان‌های مختلف آمستردام نسبت به گنبد زیگو اجرا شده‌است. دی جی هلندی افروجک در Melkweg اجرا کرد و اسنوپ داگ برای اجرای " Gin and Juice " به او پیوست. گروه آمریکایی ایمجین درگنز ترانه خودشان «رادیواکتیو» را در سالن موسیقی Heineken اجرا کردند.